# Alfa Centauri Bb
Alfa Centauri Bb foi um proposto exoplaneta que orbitaria a estrela anã laranja Alfa Centauri B, localizada a 4,37 anos-luz da Terra, na constelação de Centaurus. Sua existência foi anunciada em 16 de outubro de 2012  por uma equipa de observadores europeus. O achado recebeu ampla atenção da mídia e sua descoberta era vista como um marco importante na busca por exoplanetas. no entanto, o anúncio foi recebido com ceticismo por alguns astrônomos, que achavam que a equipe europeia se enganou sobre a interpretação de seus dados.
Em outubro de 2015, astrônomos da Universidade de Oxford publicaram um artigo científico negando a existência do planeta. Eles observaram que uma análise estatística idêntica de dados sintético gerado aleatoriamente deu os mesmos resultados que os dados astronômicos reais. Isto levou Xavier Dumusque, o autor principal do artigo original, a admitir "Nós não temos cem por cento de certeza, mas provavelmente o planeta não está lá".

## Detecção
Entre fevereiro de 2008 e julho de 2011 uma equipe de astrônomos europeus, a maioria do Observatório de Genebra, registrou medições na velocidade radial da estrela Alfa Centauri B com o espectrógrafo HARPS no Observatório La Silla no Chile. A equipe realizou 459 observações do espectro da estrela durante um período de quatro anos e, em seguida, usou filtros estatísticos para remover outras fontes que causam mudanças na velocidade radial.
Em 16 de outubro de 2012, a equipe anunciou a detecção de um planeta com massa semelhante à da Terra, em órbita ao redor da estrela. A descoberta foi apresentada na revista científica Nature, com os créditos de autor principal para Xavier Dumusque, um estudante de pós-graduação da Universidade do Porto. Ele disse que seus resultados são "um passo importante para a detecção de um gêmeo da Terra na vizinhança do Sol".
O planeta foi descoberto usando espectroscopia Doppler. Como orbita Alfa Centauri B, sua gravidade provoca mudanças periódicas extremamente pequenas na velocidade radial da estrela. Usando um espectrômetro extremamente sensível, a equipe foi capaz de inferir variações na velocidade radial da estrela de 51 centímetros por segundo. Essas são as medições mais precisas já feitas usando a técnica. A equipe calcula a probabilidade de uma falsa detecção em 0,02%.

## Ceticismo e os esforços para a confirmação

A espectroscopia Doppler detecta exoplanetas através das variações na cor da luz proveniente da estrela observada. Quando uma estrela se move em direção à Terra, seu espectro é azulado, e quando esta se afasta da Terra é avermelhado. Assim, medindo regularmente o espectro das cores de Alfa Centauri B, e derivando a velocidade radial da estrela, os astrônomos puderam estimar a influência gravitacional do planeta.

Xavier Dumusque utilizou uma grande variedade de operações matemáticas para isolar o sinal gravitacional do planeta e remover o ruído estelar. As informações filtradas de outras fontes da variação incluem a velocidade radial, incluindo os efeitos da estrela, como protuberâncias na superfície estelar e a interferência da estrela vizinha Alfa Centauri A. As medições finais mostraram a influência periódica do planeta Alpha Centauri Bb na estrela, porém estavam perto do limite de capacidade sensorial do instrumento HARPS. (a precisão a longo prazo do harpas é de cerca de 0,8 m/s.)
Em um fragmento de um comentário do caçador de exoplanetas americano Artie Hatzes sobre o caso, ele elogiou as conquistas técnicas da equipe e admitiu a existência de um sinal de um possível exoplaneta entre os dados da estrela, entretanto, chamou-o de "um sinal fraco". Ele ressaltou a necessidade da confirmação empírica e sugeriu que a existência do planeta "ainda estava aberta para debates" (Hatzes também se manteve cético perante os métodos de análise de dados utilizados na descoberta do planeta não confirmado Gliese 581g).
Em outubro de 2015, três anos após o anúncio da descoberta inicial, os pesquisadores da Universidade de Oxford publicou um artigo intitulado "Ghost in the Time Series", demonstrando falhas na análise original. Usando os mesmos dados que Dumusque, a equipe de Oxford descobriu que o sinal foi causada não por um planeta, mas em vez disso foi um artefato matemático da função de janela usado para criar as séries cronológicas para as observações originais. Para provar esta afirmação, eles substituíram os dados astronômicos reais com o ruído gerado aleatoriamente, e obteve resultados idênticos. A equipe concluiu que a sua análise "ressalta a dificuldade de detectar sinais planetários fracos em dados de VR".
Dumusque concordou com esta análise, e admitiu que o planeta que tinha identificado provavelmente não existe.